# Robert Elswit
Robert Elswit, född 22 april 1950, är en amerikansk filmfotograf. Han belönades med en Oscar för sitt arbete i There Will Be Blood (2007).

## Filmografi
- 1985 – En säker tjej
- 1996 – Sydney
- 1997 – Boogie Nights
- 1999 – Super 8
- 1999 – Magnolia
- 2000 – Bounce
- 2002 – Punch-Drunk Love
- 2005 – Good Night, and Good Luck
- 2005 – Syriana
- 2007 – Michael Clayton
- 2007 – There Will Be Blood
- 2009 – Duplicity
- 2009 – The Men Who Stare at Goats
- 2010 – Salt
- 2010 – The Town
- 2011 – Mission: Impossible – Ghost Protocol
- 2012 – The Bourne Legacy
- 2014 – Inherent Vice
- 2014 – Nightcrawler
- 2015 – Mission: Impossible – Rogue Nation
- 2019 – Velvet Buzzsaw